# Vol Flying Tiger Line 66
Le 19 février 1989, un Boeing 747-200F effectuant le vol Flying Tiger Line 66, un vol cargo international régulier reliant l'aéroport de Singapour-Changi à l'aéroport international Kai Tak, à Hong Kong, avec une escale à l'aéroport international de Kuala Lumpur, en Malaisie, s'est écrasé contre une colline, située à 12 kilomètres de l'aéroport, lors de son approche finale sur Kuala Lumpur, entraînant la mort des quatre membres d'équipage à bord. 

## Avion et équipage
L'appareil impliqué est un Boeing 747-249F-SCD, immatriculé N807FT. Il a effectué son premier vol le 1er novembre 1979, avant d'être livré à Flying Tiger Line le 11 décembre 1979. Au moment de l'accident, il avait effectué plus de 9 000 vols (décollages/atterrissages) en 34 000 heures de vol.
L'équipage est composé du commandant de bord Francis « Frank » Halpin (59 ans), du copilote John « Jack » Robinson (54 ans) et de l'ingénieur de vol Ronald Penton (70 ans). Un mécanicien chargé de la maintenance de l'appareil au sol, Leonard Sulewski (53 ans), est également présent à bord.

## Accident
Le vol 66 s'est vu attribuer une approche par balise non directionnelle (NDB) sur la piste 33 de l'aéroport international de Kuala Lumpur, après avoir effectué un vol court de 30 minutes depuis l'aéroport de Singapour-Changi. Lors de la descente, l'équipage a été autorisé à se rendre à la balise "Kayell" avec un code Morse "KL", dont quatre autres points distincts au sol étaient communément appelés ainsi par le contrôle aérien malaisien, bien qu'avec des fréquences différentes. 
Deux balises radio distinctes portaient également le code « KL », ainsi que l'abréviation du VOR (Kuala Lumpur abrégé en « KL ») et l'aéroport était aussi parfois dénommé « KL » par les contrôleurs locaux, au lieu du « Kuala Lumpur » complet. L'équipage ne savait donc pas à quel point il avait été autorisé, et l'enregistreur phonique (CVR) a révélé que l'équipage se disputait sur quelles radios devaient être réglées sur quelles fréquences et quelle type approche allait réellement être effectuée.
Le contrôle aérien a envoyé par radio au vol 66 : "Tiger 66, descendez deux quatre zéro zéro (environ 2 400 pieds (730 m)), autorisé pour l'approche NDB sur la piste 33." Le commandant Halpin, qui l'a interprété à tort comme « descendez à quatre zéro zéro », a répondu "D'accord, quatre zéro zéro", ce qui signifie 400 pieds (120 m), soit 2 000 pieds (610 m) en dessous de l'altitude requise. 
Le CVR a également révélé plusieurs erreurs de communication commises auparavant par l'équipage, ainsi qu'une attitude généralement désinvolte du commandant de bord, qui était alors le pilote non en fonction sur cette étape du trajet.
Au cours de l'approche finale, de nombreux avertissements clairs ont été émis par l'avertisseur de proximité du sol (GPWS), qui ont tous été complètement ignorés par l'équipage, et le 747 a finalement heurté le flanc d'une colline, à une altitude de 437 pieds (133 m) au-dessus du niveau de la mer, tuant sur le coup les quatre membres d'équipage présents à bord. L'incendie qui a suivi le crash a duré pendant deux jours.

## Causes
L'enquête révèle qu'un des facteurs contributifs à cet accident est la phraséologie inadéquate utilisée par le contrôle aérien de Kuala Lumpur et par le commandant de bord de l'avion. Cette mauvaise communication a contribué à une interprétation erronée des consignes de contrôle aérien par l'équipage, en particulier, quant à l'altitude à tenir. 
Cependant, le rapport final indique que l'accident du vol 66 a finalement résulté en grande partie du non-respect par l'équipage de la procédure d'approche aux instruments, d'une gestion des ressources de l'équipage (CRM) insuffisante et d'une mauvaise prise de conscience de la situation, malgré les alarmes et les indications des instruments de bord.
Il s'avère également que le copilote s'était plaint de ne pas avoir de carte d'approche devant lui, et de ne pas avoir vu le type d'approche à effectuer. Du point de vue d'un pilote, ce seul élément serait considéré comme la cause principale de l'accident, car cette carte fournit aux pilotes les caps et les altitudes minimales nécessaires pour exécuter l'approche sans risque de percuter le relief. Elle aurait également indiqué l'altitude de descente minimale de 2 400 pieds (730 m) requise pour cette approche, empêchant ainsi l'accident de se produire.
De plus, le copilote, qui était le pilote aux commandes à ce moment-là, s'est dit préoccupé par l'exécution de l'approche NDB et a indiqué une préférence pour une approche ILS pour la piste 15. Il ne s'est toutefois pas suffisamment affirmé et aucune autre mesure n'a été prise par la suite. Le commandant de bord a finalement rejeté ses inquiétudes, affirmant qu'il connaissait bien l'aéroport et ce type d'approche.

## Conséquence
L'accident du vol 66 a en outre souligné la nécessité d'une sensibilisation et d'une formation accrues des pilotes aux techniques de gestion des ressources de l'équipage et aux procédures d'exploitation normalisées. Cet accident est souvent utilisé comme exemple de « ce qu'il ne faut pas faire » par les organismes de formation au pilotage.
Une production vidéo de la Federal Aviation Administration (FAA), utilisant l'enregistrement et la transcription originaux du CVR, est toujours utilisée pour étudier les événements ayant conduit au crash et déterminer comment améliorer les techniques actuelles.